# 538 до н. е.

## Події
Указ Кира, даний в Екбатані, відповідно до якого юдеям дозволяється відбудувати Єрусалимський храм за приписаними розмірами та наказується повернути викрадені Навуходоносором храмові посудини.